# 1 000 kilomètres de Buenos Aires 1971
Navigation
Édition précédente Édition suivante
Les 1 000 kilomètres de Buenos Aires 1971, disputées le 10 janvier 1971 sur l'Autódromo Juan y Oscar Gálvez, sont la huitième édition de cette épreuve et la première manche du championnat du monde des voitures de sport 1971. Elles ne sont disputées que par des sport-prototypes et sont remportées par le J.W. Automotive

## Course

### Classement de la course
Voici le classement au terme de la course.
- Les vainqueurs de chaque catégorie sont signalés par un fond jauni.

| Pos    | Classe | no | Équipe                       | Pilotes                                                     | Châssis                   | Tours |
| Pos    | Classe | no | Équipe                       | Pilotes                                                     | Moteur                    | Tours |
| ------ | ------ | -- | ---------------------------- | ----------------------------------------------------------- | ------------------------- | ----- |
| 1      | S      | 30 | J.W. Automotive              | Jo Siffert Derek Bell                                       | Porsche 917 K             | 165   |
| 1      | S      | 30 | J.W. Automotive              | Jo Siffert Derek Bell                                       | Porsche 4.9L Flat-12      | 165   |
| 2      | S      | 32 | J.W. Automotive              | Pedro Rodríguez Jackie Oliver                               | Porsche 917 K             | 164   |
| 2      | S      | 32 | J.W. Automotive              | Pedro Rodríguez Jackie Oliver                               | Porsche 4.9L Flat-12      | 164   |
| 3      | P3.0   | 14 | Autodelta SpA                | Rolf Stommelen Nanni Galli                                  | Alfa Romeo T33/3          | 163   |
| 3      | P3.0   | 14 | Autodelta SpA                | Rolf Stommelen Nanni Galli                                  | Alfa Romeo 3.0L V8        | 163   |
| 4      | P3.0   | 16 | Autodelta SpA                | Andrea de Adamich Henri Pescarolo                           | Alfa Romeo 33TT3          | 161   |
| 4      | P3.0   | 16 | Autodelta SpA                | Andrea de Adamich Henri Pescarolo                           | Alfa Romeo 3.0L V8        | 161   |
| 5      | S      | 20 | Escuderia Montjuich          | José Juncadella Carlos Pairetti (es)                        | Ferrari 512 S             | 155   |
| 5      | S      | 20 | Escuderia Montjuich          | José Juncadella Carlos Pairetti (es)                        | Ferrari 5.0L V12          | 155   |
| 6      | S      | 18 | Écurie Francorchamps         | Hugues de Fierlant Gustave Gosselin                         | Ferrari 512 S Spyder      | 153   |
| 6      | S      | 18 | Écurie Francorchamps         | Hugues de Fierlant Gustave Gosselin                         | Ferrari 5.0L V12          | 153   |
| 7      | S      | 8  | Scuderia Filipinetti         | Mike Parkes Jo Bonnier                                      | Ferrari 512 M             | 150   |
| 7      | S      | 8  | Scuderia Filipinetti         | Mike Parkes Jo Bonnier                                      | Ferrari 5.0L V12          | 150   |
| 8      | S      | 22 | North American Racing Team   | Sam Posey Néstor García Veiga (es) Luis Rubén Di Palma (es) | Ferrari 512 S Spyder      | 148   |
| 8      | S      | 22 | North American Racing Team   | Sam Posey Néstor García Veiga (es) Luis Rubén Di Palma (es) | Ferrari 5.0L V12          | 148   |
| 9      | P3.0   | 2  | Ecurie Evergreen             | Chris Craft Trevor Taylor                                   | McLaren M8C               | 146   |
| 9      | P3.0   | 2  | Ecurie Evergreen             | Chris Craft Trevor Taylor                                   | Ford 3.0 V8               | 146   |
| 10     | S      | 34 | Zitro Racing                 | Dominique Martin Pablo Bréa                                 | Porsche 917 K             | 145   |
| 10     | S      | 34 | Zitro Racing                 | Dominique Martin Pablo Bréa                                 | Porsche 4.9L Flat-12      | 145   |
| 11     | P2.0   | 6  | Ecurie Evergreen             | David Weir (de) Jorge Omar del Río (en)                     | Lola T210                 | 143   |
| 11     | P2.0   | 6  | Ecurie Evergreen             | David Weir (de) Jorge Omar del Río (en)                     | Ford Cosworth FVC 1.8L I4 | 143   |
| 12     | P2.0   | 10 | Scuderia Filipinetti         | Ronnie Peterson Jorge Cupeiro (es)                          | Lola T212                 | 130   |
| 12     | P2.0   | 10 | Scuderia Filipinetti         | Ronnie Peterson Jorge Cupeiro (es)                          | Ford Cosworth FVC 1.8L I4 | 130   |
| 13     | P2.0   | 46 | Daniel Rouveyran             | Daniel Rouveyran Carlos Ruesch (es)                         | Lola T210                 | 129   |
| 13     | P2.0   | 46 | Daniel Rouveyran             | Daniel Rouveyran Carlos Ruesch (es)                         | Ford Cosworth FVC 1.8L I4 | 129   |
| 14 Abd | S      | 48 | Team Auto Usdau              | Reinhold Joest Angel Monguzzi                               | Porsche 917 K             | 85    |
| 14 Abd | S      | 48 | Team Auto Usdau              | Reinhold Joest Angel Monguzzi                               | Porsche 4.9L Flat-12      | 85    |
| 15 Abd | S      | 38 | Martini International Racing | Vic Elford Gérard Larrousse                                 | Porsche 917K              | 65    |
| 15 Abd | S      | 38 | Martini International Racing | Vic Elford Gérard Larrousse                                 | Porsche 4.9L Flat-12      | 65    |
| 16 Abd | P3.0   | 40 | Team Auto Usdau              | Hans-Dieter Weigel Eduardo Copello (es)                     | Porsche 908/02            | 54    |
| 16 Abd | P3.0   | 40 | Team Auto Usdau              | Hans-Dieter Weigel Eduardo Copello (es)                     | Porsche 3.0L Flat-8       | 54    |
| 17 Abd | S      | 28 | Escuderia Nacional CS        | Emerson Fittipaldi Carlos Reutemann                         | Porsche 917 K             | 43    |
| 17 Abd | S      | 28 | Escuderia Nacional CS        | Emerson Fittipaldi Carlos Reutemann                         | Porsche 4.9L Flat-12      | 43    |
| 18 Abd | P3.0   | 24 | SpA Ferrari SEFAC            | Ignazio Giunti Arturo Merzario                              | Ferrari 312PB             | 38    |
| 18 Abd | P3.0   | 24 | SpA Ferrari SEFAC            | Ignazio Giunti Arturo Merzario                              | Ferrari 3.0L V12          | 38    |
| 19 Abd | P3.0   | 26 | Matra Sports                 | Jean-Pierre Beltoise Jean-Pierre Jabouille                  | Matra-Simca MS660         | 36    |
| 19 Abd | P3.0   | 26 | Matra Sports                 | Jean-Pierre Beltoise Jean-Pierre Jabouille                  | Matra 3.0L V12            | 36    |
| 20 Abd | P2.0   | 4  | Ecurie Evergreen             | Alain de Cadenet Nasif Estéfano                             | Lola T210                 | 27    |
| 20 Abd | P2.0   | 4  | Ecurie Evergreen             | Alain de Cadenet Nasif Estéfano                             | Ford FVC 1.8L I4          | 27    |
| 21 Abd | S      | 44 | Eduardo Pino                 | Eduardo Pino Jorge Tornengo                                 | Baufer                    | 8     |
| 21 Abd | S      | 44 | Eduardo Pino                 | Eduardo Pino Jorge Tornengo                                 | Chevrolet V8              | 8     |
| 22 Abd | S      | 36 | Martini International Racing | Helmut Marko Gijs van Lennep                                | Porsche 917 K             | 2     |
| 22 Abd | S      | 36 | Martini International Racing | Helmut Marko Gijs van Lennep                                | Porsche 4.9L Flat-12      | 2     |
| Np     | P3.0   | 12 | Autodelta SpA                | Emerson Fittipaldi Toine Hezemans                           | Alfa Romeo T33/3          | -     |
| Np     | P3.0   | 12 | Autodelta SpA                | Emerson Fittipaldi Toine Hezemans                           | Alfa Romeo 3.0L V8        | -     |
| Np     | P2.0   | 42 | Oreste Berta                 | Luis Rubén Di Palma (es) Carlos Marincovich                 | Berta LR                  | -     |
| Np     | P2.0   | 42 | Oreste Berta                 | Luis Rubén Di Palma (es) Carlos Marincovich                 | Renault                   | -     |